# Aphodius nigrita
Aphodius nigrita là một loài bọ cánh cứng trong họ Scarabaeidae. Loài này được Fabricius miêu tả khoa học năm 1801.